# Ditassa bolivarensis
Ditassa bolivarensis är en oleanderväxtart som först beskrevs av R. Holm, och fick sitt nu gällande namn av G. Morillo. Ditassa bolivarensis ingår i släktet Ditassa och familjen oleanderväxter. Inga underarter finns listade i Catalogue of Life.